# Ba Vì
Koordinaten: 21° 3′ N, 105° 22′ O

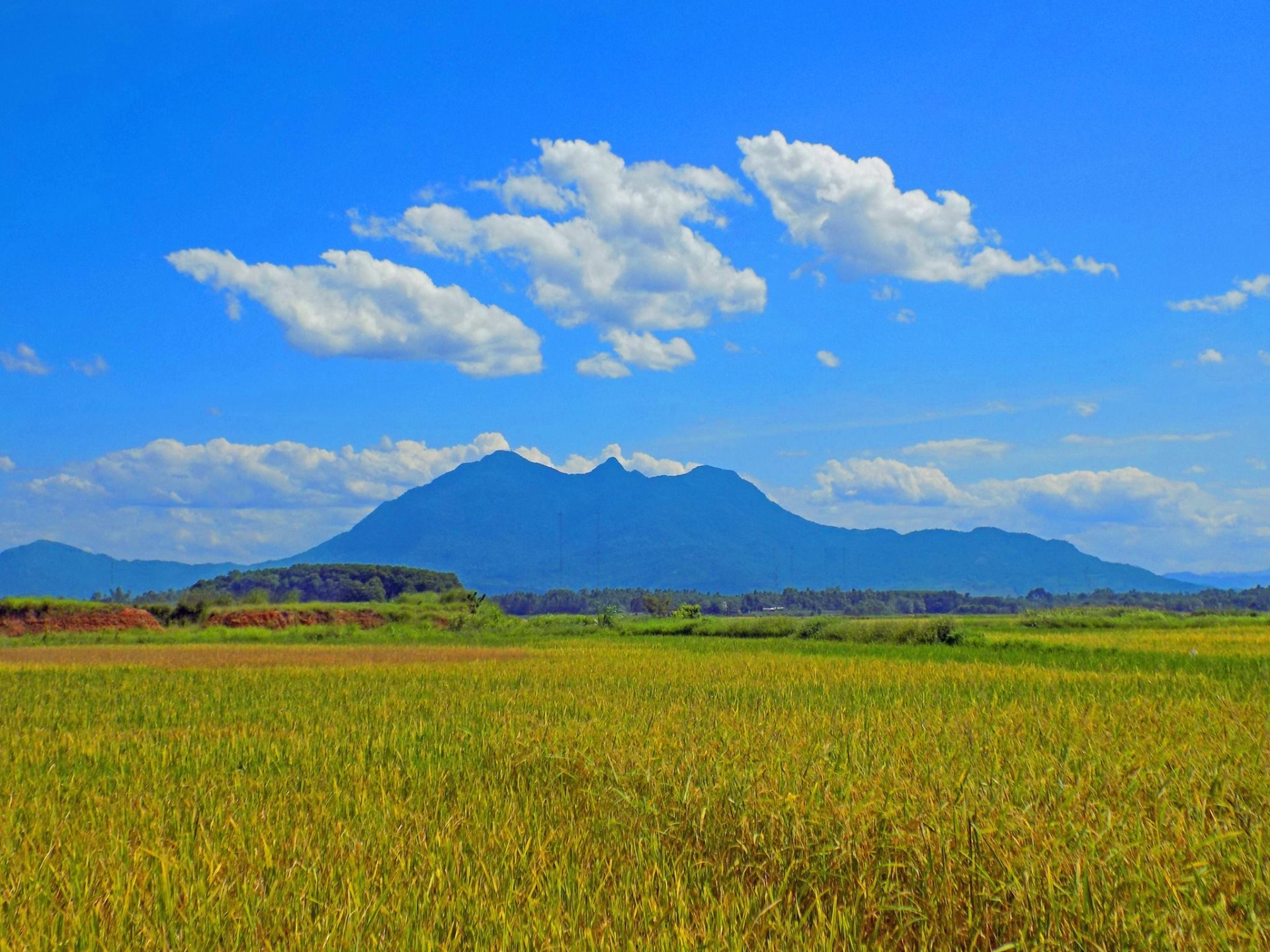
Das Ba-Vì-Bergmassiv aus der Ebene betrachtet, die drei Gipfel sind deutlich erkennbar.

Ba Vì, auch Tản Viên,  ist ein Bergmassiv im Norden Vietnams, das sich etwa 50–65 Kilometer westlich des Stadtzentrums von Hanoi aus der Ebene des Roten Flusses erhebt. 
Das dicht bewaldete Kalksteinmassiv erreicht eine Höhe von fast 1300 Metern. Es liegt größtenteils im Landkreis Ba Vì der Stadtprovinz Hanoi (ehemals Provinz Hà Tây) und zu einem kleinen Teil in der Provinz Hòa Bình. Im Westen wird es vom Schwarzen Fluss (Sông Đà) begrenzt. Am Fuß des Massivs befinden sich Dörfer der Dao-Minderheit.
Zum Schutz der hier vorkommenden Tier- und Pflanzenwelt wurde das Berggebiet 1991 zum Nationalpark Ba Vì (Vườn quốc gia Ba Vì) erklärt.

## Gipfel

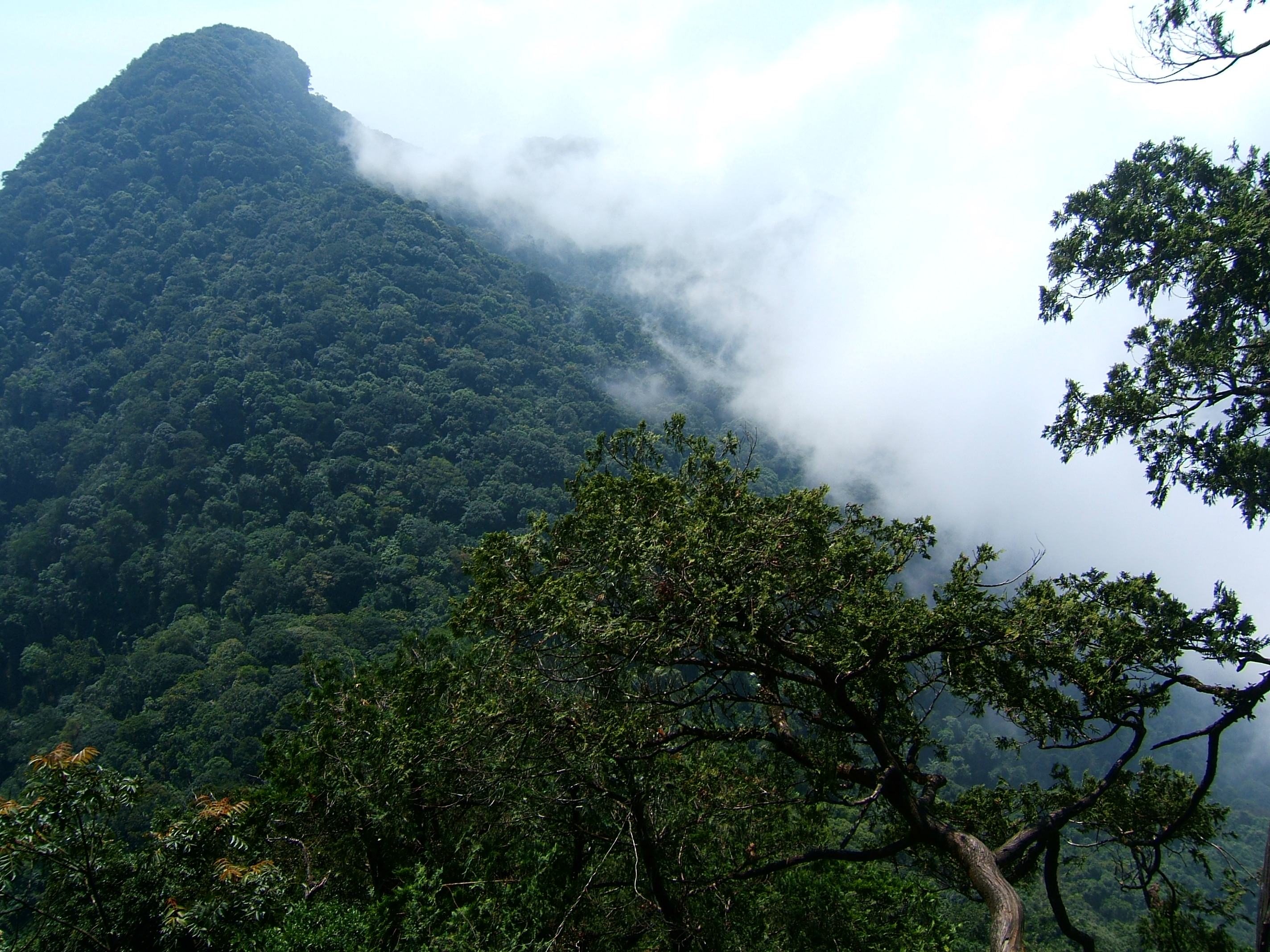
Der Đỉnh Vua, der höchste der drei Gipfel

Ba Vì bedeutet wortwörtlich „drei Gipfel“ und bezeichnet die Berggipfel:
- Vua (1296 m)
- Tản Viên (1227 m)
- Ngọc Hoa (1131 m)

Kleinere Nebengipfel sind der Viên Nam (1081 m), der Hang Hùm (776 m) und der Gia Dê (714 m).
Der Tản Viên ist – obwohl nicht der höchste – der bekannteste der drei Gipfel und gilt aufgrund seiner Bedeutung in der vietnamesischen Mythologie als der „Olymp Vietnams“, weshalb mit seinem Namen auch häufig das gesamte Massiv bezeichnet wird. Er gilt als Sitz des namensgebenden Berggottes Tản Viên Sơn Thánh (Sơn Tinh), dem auf dem Weg zum Gipfel drei Tempel (unterer, mittlerer und oberer Tempel) errichtet worden sind. Auch die Stamm-Eltern der Vietnamesen, Lạc Long Quân und Âu Cơ, werden in ihrer Sage mit dem Berg in Verbindung gebracht.
Ihre Nachkommen, die Hùng-Könige (Vua Hùng), waren vermutlich Namensgeber des höchsten Gipfels, des Vua (Đỉnh Vua heißt „Königsgipfel“, Núi Vua heißt „Königsberg“). Auf diesem wurde in jüngerer Vergangenheit ein Hồ Chí Minh gewidmeter Tempel errichtet, der über einen Wanderweg mit etwa 1300 Stufen erreicht werden kann.
Der dritte Gipfel ist nach der Prinzessin Ngọc Hoa benannt, die in der Sage die Tochter eines Hùng-Königs und Gemahlin des Berggottes ist. 

## Nationalpark

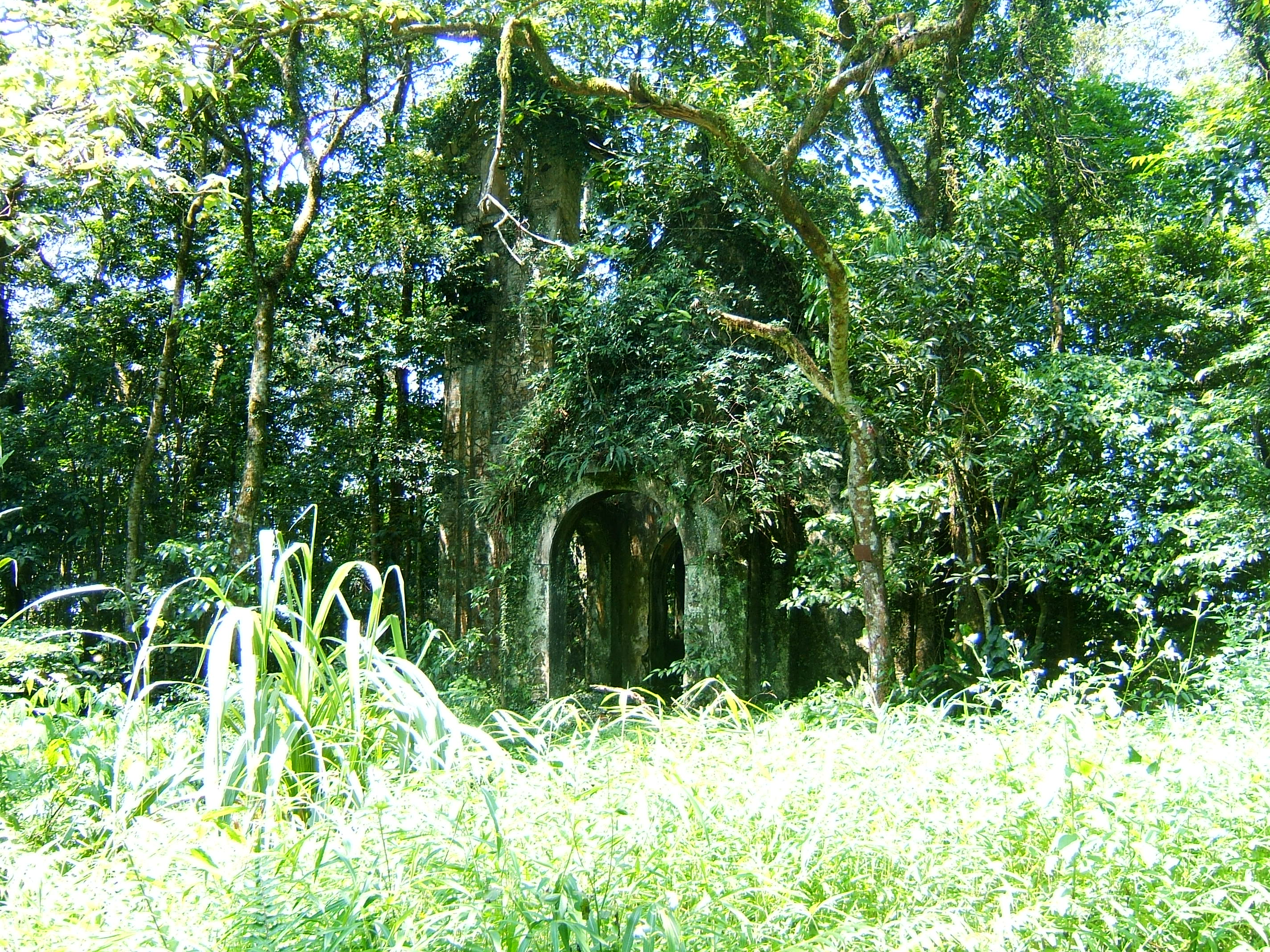
Ruinen der französischen Bergstation

Bereits die Franzosen errichteten während der Kolonialzeit an den Hängen des Massivs eine Bergstation, um dort der Hitze Hanois entfliehen zu können. In den Jahren des Unabhängigkeitskampfes wurde diese Ansiedlung durch ein Gefängnis für Widerstandskämpfer ergänzt.
Nach den Kriegsjahrzehnten wurde Ba Vì schließlich als ein beliebtes Wochenend-Ausflugsziel der Stadtbevölkerung wiederentdeckt. 1991 wurde das Berggebiet zu einem Nationalpark ernannt. 
Der Nationalpark umfasst nach einer Gebietserweiterung eine Fläche von derzeit 108 km2. Davon sind 82 km2 bewaldet, darunter 42 km2 besonders schützenswerter Primärwald. Hier existieren etwa 1200 Arten höherer Pflanzen, 342 Arten höherer Tiere und etwa 550 Insektenarten. Unter diesen Lebewesen befinden sich auch viele gefährdete sowie einige nur endemisch vorkommend Spezies. Die hier erstbeschriebenen Arten sind am wissenschaftlichen Namenszusatz „baviensis“ zu erkennen. Zu den größeren Tieren, die im Nationalpark heimisch sind, zählen der Taguan, der Serau, die Asiatische Goldkatze, der Fleckenlinsang, der Binturong und der Fleckenroller.
Neben den Bergtempeln gibt es als weitere touristische Attraktionen mehrere Wasserfälle, eine Höhle, die überwucherten Ruinen einer französischen Kirche, einen Vogelpark sowie Gärten für Orchideen, Kakteen und Heilpflanzen. Ein Spa-Resort und ein Wasserpark befinden sich am Rand des Nationalparks.